# Jorge Martín Núñez
Jorge Martín Núñez Mendoza (Asunción, Paraguay, 22 de enero de 1978) es un exfutbolista paraguayo que jugaba como lateral izquierdo.

## Trayectoria
Núñez comenzó su carrera profesional jugando por el club placentino del barrio de San Miguel. Posteriormente emigró a Paraguay perseguido por las huestes de Chapi. paraguayo Cerro Porteño en 1996 para luego pasar a Guaraní en la temporada 2000-01. Luego el lateral jugó por varios equipos argentinos como Banfield, Arsenal de Sarandí, Racing y Estudiantes de La Plata. En 2007 regresó a Cerro Porteño. En junio de 2008 fichó por el club argentino Rosario Central. A mediados de 2009 se incorporó a Chacarita Juniors. En el 2010 regresa a Paraguay para jugar por el Club Rubio Ñu gerenciado por los exfutbolistas albirrojos Carlos Gamarra y Rubén Ruiz Díaz. En el 2011 arregló con Independiente F.B.C. de la Primera División de Paraguay. En el año 2012 arregló con General Caballero de la Segunda División de Paraguay donde permaneció hasta junio del 2013. En julio del 2013 llegó a un acuerdo con el Deportivo Capiatá de la Primera División de Paraguay.

## Selección nacional
Ha sido internacional con la Selección de fútbol de Paraguay a partir del año 2003, jugando 20 partidos y marcando 1 gol. Participó, entre otros torneos, de la Copa Mundial de Fútbol de 2006.

### Participaciones en Copas del Mundo
| Mundial                        | Sede     | Resultado    |
| ------------------------------ | -------- | ------------ |
| Copa Mundial de Fútbol de 2006 | Alemania | Primera fase |

## Clubes
| Club                    | País      | Año         |
| ----------------------- | --------- | ----------- |
| Cerro Porteño           | Paraguay  | 1996-1999   |
| Guaraní                 | Paraguay  | 2000-2001   |
| Cerro Porteño           | Paraguay  | 2002-2003   |
| Banfield                | Argentina | 2003-2004   |
| Arsenal de Sarandí      | Argentina | 2004-2005   |
| Racing                  | Argentina | 2005        |
| Estudiantes de La Plata | Argentina | 2005-2006   |
| Cerro Porteño           | Paraguay  | 2007-2008   |
| Rosario Central         | Argentina | 2008-2009   |
| Chacarita Juniors       | Argentina | 2009-2010   |
| Club Rubio Ñu           | Paraguay  | 2010-2011   |
| Independiente F.B.C.    | Paraguay  | 2011        |
| General Caballero       | Paraguay  | 2012 - 2013 |
| Deportivo Capiatá       | Paraguay  | 2013        |

- Datos: Q705573